# Ouled Sabor
Ouled Sabor (în arabă أولاد صابر) este o comună din provincia Sétif, Algeria.
Populația comunei este de 12.510 locuitori (2008).